# John Venn

John Venn (Hull, 4 augustus 1834 – Cambridge, 4 april 1923) was een Brits logicus en wiskundige en begin 20e eeuw de bekendste logicus van Engeland.
Venn schreef een drietal boeken over logica:
- The Logic of Chance (1866)
- Symbolic Logic (1881)
- The Principles of Empirical Logic (1889)

Voor hij Symbolic Logic schreef, publiceerde hij een artikel On the Diagrammatic and Mechanical Representation of Prepositions and Reasonings, waarin hij de diagrammen introduceerde die nu als venndiagrammen bekendstaan.
Voor Venn hadden Gottfried Leibniz en George Boole diagrammen gebruikt om de logica te ondersteunen. In zijn boek Symbolic Logic bekritiseerde Venn de wijze waarop zij en Augustus De Morgan diagrammen gebruikten om de logica te onderbouwen, gaf zijn eigen interpretatie en bouwde het begrip verder uit.
Charles Dodgson breidde het werk van Venn uit met het begrip universum.

## Zie ook

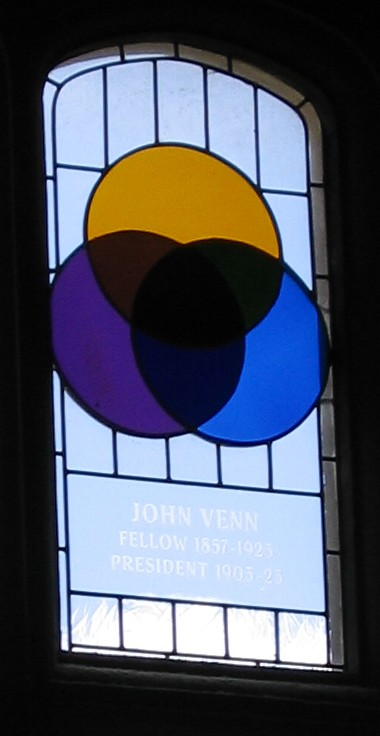
Glas-in-loodraam in het Gonville and Caius College, Universiteit van Cambridge, van Venn en het venndiagram